# Megumi Kagurazaka
Megumi Kagurazaka (神楽坂 恵, Kagurazaka Megumi), née le 28 septembre 1981, est une actrice japonaise.
Elle est mariée avec le réalisateur Sono Sion qui l'a fait tourner dans une dizaine de ses films.

## Biographie
Megumi Kagurazaka est née dans la préfecture d'Okayama à Chūgoku, au Japon le 28 septembre 1981. Elle commence une carrière de mannequin avant de devenir actrice.
Ses rôles dans Cold Fish et Guilty of Romance l'ont révélée au grand public.

## Filmographie

### Longs métrages
- 2007 : Tōku no sora ni kieta遠くの空に消えた (?) d'Isao Yukisada
- 2007 : Gakkō no kaidan (学校の階段?) de Hirohisa Sasaki : Noriko Mamiya
- 2008 : Madobe no honkitonku (窓辺のほんきーとんく?) de Hikaru Horii (ja)
- 2008 : Shin supai gāru daisakusen (新スパイガール大作戦?) d'Eitoku Kawamura (ja)
- 2009 : Dōtei hōrō-ki (童貞放浪記?) de Yūichi Onuma (ja)
- 2009 : Pride (プライド, Puraido?) de Shūsuke Kaneko : Morita
- 2010 : Oyasumi anmonaito (おやすみアンモナイト?) de Toshiki Masuda
- 2010 : 13 Assassins (十三人の刺客, Jūsannin no shikaku?) de Takashi Miike : Otake
- 2011 : Kisei-jūi Suzune: Evolution (寄性獣医・鈴音　ＥＶＯＬＵＴＩＯＮ?) de Ryū Kaneda (ja) : Naomi
- 2011 : Kisei-jūi Suzune: Genesis (寄性獣医・鈴音　ＧＥＮＥＳＩＳ?) de Ryū Kaneda (ja) : Naomi
- 2011 : Guilty of Romance (恋の罪, Koi no tsumi?) de Sion Sono : Izumi Kikuchi
- 2011 : Cold Fish (冷たい熱帯魚, Tsumetai nettaigyo?) de Sion Sono : Yōko Takamura
- 2012 : The Land of Hope (希望の国, Kibō no kuni?) de Sion Sono : Izumi
- 2012 : Himizu (ヒミズ?) de Sion Sono : Keiko Tamura
- 2013 : The Incredible Truth (Ren jian zheng fa) de Tak-Sam Leong
- 2013 : Why Don't You Play in Hell? (地獄でなぜ悪い, Jigoku de naze warui?) de Sion Sono : Junko
- 2015 : Love and Peace (ラブ＆ピース, Rabu & pisu?) de Sion Sono : la mère de Yuri
- 2015 : The Whispering Star (ひそひそ星, Hiso hiso boshi?) de Sion Sono
- 2015 : Eiga: Minna! Esupā dayo! (映画 みんな！エスパーだよ！?) de Sion Sono : Akiyama Takako
- 2017 : Tokyo Vampire Hotel (東京ヴァンパイアホテル?) de Sion Sono : Elizabeth Báthory